# Rhinolophus yonghoiseni
Rhinolophus yonghoiseni — вид рукокрилих ссавців з родини підковикових.

## Таксономічна примітка
Таксон нещодавно описаний на основі популяцій, раніше віднесених до R. sedulus.

## Середовище проживання
Країни проживання: Малайзія, Сінгапур?.